# Jauhien Żuk
Jauhien Lwawicz Żuk (biał. Яўген Львовіч Жук, ros. Евгений Львович Жук, Jewgienij Lwowicz Żuk, hebr. ‏יבגני ג'וק‎, Jewgieni Dżok; ur. 2 lutego 1976 w Mińsku) – białoruski piłkarz występujący na pozycji obrońcy lub pomocnika.

## Kariera klubowa
Grę w piłkę nożną na poziomie seniorskim rozpoczął w 1995 roku w Dynama-Juni Mińsk. Następnie grał w Tarpiedzie Mińsk oraz FK Łuniniec, skąd w 2000 roku przeniósł się do FK Žalgiris Wilno. W 2001 roku wypożyczono go do Orlenu Płock, dla którego rozegrał 6 spotkań w I lidze. Od 2003 roku kontynuował karierę w klubach białoruskich: MTZ-RIPA Mińsk, Darydzie Miński rejon oraz Biełszynie Bobrujsk. Występował również w izraelskich klubach Bene Sachnin i Hapoel Ironi Kirjat Szemona. W 2004 roku przyjął obywatelstwo izraelskie.